# Plymouth Argyle F.C.
Plymouth Argyle Football Club er en engelsk fodboldklub fra Plymouth på landets sydkyst. Klubben spiller i Englands tredje bedste række, League One, hvortil den rykkede ned i sommeren 2025.
| Fodbold | Spire Denne artikel om en fodboldklub er en spire som bør udbygges. Du er velkommen til at hjælpe Wikipedia ved at udvide den. |